# Alex Hirsch
Alexander Robert (Alex) Hirsch (Piedmont (Californië), 18 juni 1985) is een Amerikaans animator, storyboardartiest, stemacteur en televisieproducent. Hij is de bedenker van de Disney Channel-serie Gravity Falls, waarvoor hij de stemmen verzorgde van o.a. Grunkle Stan, Soos en Bill Cipher. Hij verdiende ook BAFTA en Annie Awards voor de serie. In 2016 was Hirsch co-auteur van Gravity Falls: Journal 3 dat debuteerde als een nummer 1 New York Times Best Seller en zevenenveertig weken op de lijst bleef staan. In 2018 schreef Hirsch Gravity Falls: Lost Legends dat ook op The New York Times Best Seller lijst verscheen.

## Levensloop

### Jonge jaren en opleiding
Hirsch werd geboren in Piedmont, Californië op 18 juni 1985. Hij heeft een tweelingzus, Ariel. Zijn vader is Joods, en hij werd agnostisch opgevoed en vierde Kerstmis en Chanoeka. Tussen de leeftijd van 9 en 13 jaar verbleven Hirsch en zijn tweelingzus in de zomer bij hun oudtante (of 'graunty') Lois, in haar hut in het bos. Deze ervaringen dienden later als Hirsch's inspiratie voor Gravity Falls. Hij studeerde af aan de Piedmont High School waar hij als junior de jaarlijkse Bird Calling Contest van de school won in 2002 en te zien was in de Late Show with David Letterman.
Hirsch ging naar het California Institute of the Arts (CalArts) waar hij verschillende projecten en korte films maakte, waaronder zijn laatste film, Off The Wall, waarin hij animatie en live action combineerde en Cuddle Bee Hugs N'Such met Adrian Molina, die werd gekozen door Nicktoons Network voor hun originele serie Shorts in a Bunch. Ook werkte hij in de zomer van 2006 in Portland, Oregon aan een later gemaakte animatiefilm voor Laika. Hij studeerde af aan de universiteit in 2007.

### Carrière
Hirsch's eerste baan na zijn afstuderen aan CalArts was als schrijver en storyboard tekenaar voor The Marvelous Misadventures of Flapjack op Cartoon Network waar hij samenwerkte met mede CalArts alumni, J. G. Quintel, Pendleton Ward (die zijn schrijfpartner was in de show), en Patrick McHale. Hij zou verder gaan met het ontwikkelen van de pilot voor de Disney Channel-serie, Fish Hooks samen met Maxwell Atoms en toekomstige Rick and Morty-bedenker Justin Roiland.
In 2012 creëerde Hirsch de serie Gravity Falls voor Disney Channel. De show, die zich afspeelt in het fictieve stadje Gravity Falls, Oregon, ging in juni 2012 in première met een stemmencast waaronder Jason Ritter, Kristen Schaal, en Hirsch zelf. In de loop van de serie verzorgde hij de stemmen van Grunkle Stan, Soos, Old Man McGucket, Bill Cipher, en andere minder belangrijke personages. De show werd verplaatst naar Disney XD in 2014. Het won een BAFTA Children's Award en een Annie Award in 2015 en werd genomineerd voor verschillende andere prijzen (waaronder een Peabody Award in 2016). Hirsch beëindigde Gravity Falls in februari 2016 om andere projecten na te streven.
In juli 2016 organiseerde Hirsch een wereldwijde schattenjacht (bekend als Cipher Hunt) voor Gravity Falls-fans met aanwijzingen verstopt over de hele wereld, waaronder in de Verenigde Staten, Japan, en Rusland. Het doel van de jacht was om een standbeeld te vinden van het Gravity Falls personage, Bill Cipher. Na twee weken ontdekten fans van de show het standbeeld in Reedsport, Oregon. De jacht viel samen met de release van Hirsch's 'tie-in' boek, Gravity Falls: Journal 3, dat op 26 juli 2016 uitkwam en uiteindelijk een nummer 1 New York Times Best Seller werd en bijna een jaar lang op The New York Times Best Seller lijst stond. Vanwege de succesvolle verkoop van Gravity Falls: Journal 3, werd een speciale editie van het boek uitgebracht op 13 juni 2017 en gelimiteerd tot 10.000 exemplaren. De Gravity Falls: Journal 3 Special Edition bevat blacklight schrijven, perkamenten, een monocle, verwijderbare foto's en notities, en andere functies die niet waren opgenomen in de reguliere editie van het boek.
In februari 2018 gebruikte Hirsch zijn Twitter-account om een officiële Gravity Falls graphic novel aan te kondigen, door middel van een reeks puzzelstukjes die hij gedurende de dag zou vrijgeven. In elkaar gezet onthulden de puzzelstukjes de cover van Gravity Falls: Lost Legends; 4 All-New Adventures! dat werd geschreven door Hirsch werd uitgebracht op 24 juli 2018 en werd ook een New York Times Best Seller.
Buiten Gravity Falls heeft Hirsch stemwerk gedaan voor een aantal projecten waaronder Phineas and Ferb, Rick and Morty, en als omroeper voor de Chelsea Peretti special, One of the Greats. In augustus 2016 werd aangekondigd dat Hirsch in onderhandeling was om mee te schrijven aan de live-action Pokémon film, Detective Pikachu, naast Guardians of the Galaxy en Captain Marvel schrijver Nicole Perlman. Hij verliet het project echter vroeg in de productie voordat hij een deel van het script had geschreven. Hirsch deed ook een verhaalbijdrage aan Sony's geanimeerde Spider-Man-film, Spider-Man: Into the Spider-Verse in 2018.
Op 27 augustus 2018 tekende Hirsch volgens Variety een deal met het Amerikaanse streamingbedrijf Netflix voor een meerjarige deal, wat leidde tot het groene licht van de animatieserie Inside Job, die hij co-executive produceert naast de bedenker en show-runner Shion Takeuchi, die eerder al met Hirsch werkte aan Gravity Falls. De première is gepland op 22 oktober 2021, met een eerste seizoen van 20 afleveringen.
Hij is momenteel de stem van King, Hooty, en extra stemmen in de Disney Channel-animatieserie The Owl House, gecreëerd door Dana Terrace (Hirsch's partner). De show ging in première op 10 januari 2020.

### Persoonlijk leven
Gravity Falls is geïnspireerd op Hirsch' eigen jeugdervaringen en zijn relatie met zijn eigen tweelingzus tijdens hun zomervakanties. Hij plaatste veel van zijn echte ervaringen in de show, zoals het wonen in Piedmont en trick-or-treating met zijn zus als kinderen. Dipper Pines, een van de hoofdpersonages van Gravity Falls, is gebaseerd op Hirsch's herinnering aan hoe het voelde om een kind te zijn. Toen Hirsch ongeveer zo oud was als Dipper, nam hij zichzelf op en speelde het achterstevoren af en probeerde daarna achterstevoren te leren spreken. Hirsch beschreef zichzelf als "dat neurotische kind dat overal waar ik ging 16 wegwerpcamera's bij zich had." Het personage Mabel Pines is geïnspireerd op zijn tweelingzus, Ariel Hirsch. Volgens Hirsch droeg zijn zus, net als Mabel, "echt maffe truien en had ze elke week een andere belachelijke verliefdheid". In de serie krijgt Mabel een varken als huisdier, net zoals zijn zus altijd al wilde toen ze een kind was. Het personage van Grunkle Stan is geïnspireerd op Hirsch' opa Stan, die volgens Hirsch "een man was die sterke verhalen vertelde en ons vaak voor de gek hield om ons op te hitsen. Dus, mijn familie heeft echt de karakters in de show geïnspireerd."
Hirsch had van 2015 tot 2022 een relatie met de bedenker van The Owl House, Dana Terrace. Hirsch en Terrace hebben samen meerdere liefdadigheids livestreams gedaan, waarin ze cartoons tekenen om geld in te zamelen voor verschillende organisaties, waaronder Planned Parenthood, The American Civil Liberties Union, The Southern Poverty Law Center, The Natural Resources Defense Council (met Ninja Sex Party en Arin Hanson), Direct Relief (met Justin Roiland en Ethan Klein), The Trevor Project (met Rebecca Sugar en Ian Jones-Quartey), en RAICES (met Daron Nefcy en Eden Sher). Alles bij elkaar hebben ze meer dan 270.000 dollar opgehaald.

#### Politieke en religieuze standpunten
Hirsch is over het algemeen openhartig over zijn politieke overtuigingen op sociale media. Hij is fel gekant tegen Donald Trump en noemt hem "een liegende, egoïstische, vrouwenhatende sociopaat".
Hirsch steunt abortusrechten, LGBT-rechten, immigratie, het verhogen van belastingen op de rijken, en wapenbeperkingen.
In mei 2019 bekritiseerde Hirsch Alabama en Missouri voor pogingen om abortus te criminaliseren door te zeggen: "Dit is een volledige aanval op vrouwenrechten van een fanatieke religieuze marge die probeert de klok 50 jaar terug te draaien" en "Vrouwen zullen sterven. Dit is middeleeuwse wreedheid en onwetendheid".
In augustus 2020 prees Hirsch Dana Terraces The Owl House voor haar LGBT-vertegenwoordiging zeggende: "Toen ik Gravity Falls maakte, verbood Disney me om expliciet LGBTQ+ vertegenwoordiging in de show te hebben. Maar vanaf vandaag, dankzij Dana Terrace en haar team zijn er expliciet queer geanimeerde hoofdpersonages op Disney TVA. Ik ben zo trots en blij om dat te kunnen zeggen."
Op 18 september 2020 verklaarde Hirsch op Twitter dat de Amerikaanse linkervleugel zich geen "nobele nederlaag" kan veroorloven en dat de verkiezingen van 2020 uiterst belangrijk zijn. In dezelfde thread zei hij dat wat het betekent is dat "linksen, libs & gematigden" samenkomen om "de extreemrechtse randcultus aan de macht" te verslaan in een "blauwe golf," en "elke mogelijke hefboom van macht" te gebruiken om aan te dringen op een betere wereld zodra Mitch McConnell en Donald Trump zijn verslagen. Daarnaast bekritiseerde hij Doug Collins voor zijn anti-reproductieve rechten standpunt, en riep mensen op om te doneren aan "alle downballot blue kandidaten" vanwege "het gevaar waarin Amerika zich nu bevindt." Tegelijkertijd riep hij op tot meer rechters in het Amerikaanse Hooggerechtshof met een Democratische president, waardoor de Democratische Partij naar links wordt geduwd, zei dat "we gewoon niet de luxe hebben om Trump te laten winnen om een abstract punt te maken," en beschreef het stemmen op een derde partij in de verkiezingen van 2020 als een "suïcidaal verschrikkelijk idee... net zo nuttig als gedachten & gebeden voor schietpartijen" en het weggooien van je stem. Daarnaast riep hij op tot het stemmen van "straight blue" in de verkiezingen, eraan toevoegend dat er een keuze is tussen wetenschap en "een samenzweringscultus" en dat Joe Biden niet zijn eerste keuze was, maar dat hij hem toch zal steunen.
In november 2020, haalde Hirsch een grap uit met Rudy Giuliani's kiezersfraude hotline, opgezet door de Donald Trump-campagne, door de stemmen van meerdere Gravity Falls-personages te gebruiken om "Hamburglar-achtige diefstal" te melden om "de Trump supporters te trollen die de telefoonlijnen bemannen."
Met betrekking tot religie is Hirsch voorstander van de scheiding van kerk en staat. Bovendien is Hirsch tegen de Scientologykerk, omdat hij stelt dat zij "zich richten op de economisch achtergestelden en de emotioneel getroffenen", en omdat hij hen ook beschrijft als een "volledige sekte".

## Filmografie

### Films
| Jaar | Titel                                       | Regisseur | Producent | Scenarioschrijver | Acteur | Rol                  | Opmerkingen                |
| ---- | ------------------------------------------- | --------- | --------- | ----------------- | ------ | -------------------- | -------------------------- |
| 2006 | Off the Wall                                | N         | N         | N                 | N      | Wallby               | Korte film                 |
| 2006 | Imaginary Friend                            | N         | N         | N                 | N      | Wally                | Korte film                 |
| 2018 | Spider-Man: Into the Spider-Verse           | N         | N         | N                 | N      |                      | Bijdrage aan het schrijven |
| 2019 | The Angry Birds Movie 2                     | N         | N         | N                 | N      | Steve Eagle          |                            |
| 2021 | The Mitchells vs. the Machines              | N         | N         | N                 | N      | Dirk                 | Verhaal consultant         |
| 2023 | Teenage Mutant Ninja Turtles: Mutant Mayhem | N         | N         | N                 | N      | Bossy Goon / Scumbug |                            |

### Series
| Jaar       | Titel                                   | Producent | Scenarioschrijver | Storyboard artist | Verhaal | Acteur | Rol                                                                             | Opmerkingen                                          |
| ---------- | --------------------------------------- | --------- | ----------------- | ----------------- | ------- | ------ | ------------------------------------------------------------------------------- | ---------------------------------------------------- |
| 2008-09    | The Marvelous Misadventures of Flapjack | N         | N                 | N                 | N       | N      |                                                                                 |                                                      |
| 2010-14    | Fish Hooks                              | N         | N                 | N                 | N       | N      | Clamantha, verschillende rollen                                                 | Ook creatief consultant en mede-ontwikkelaar         |
| 2012-16    | Gravity Falls                           | N         | N                 | N                 | N       | N      | Grunkle Stan, Soos Ramirez, Old Man McGucket, Bill Cipher, verschillende rollen |                                                      |
| 2013       | Phineas and Ferb                        | N         | N                 | N                 | N       | N      | Officer Concord the Juice Time Juice Box Flavor Cop                             | Aflevering: "Terrifying Tri-State Trilogy of Terror" |
| 2015       | Rick and Morty                          | N         | N                 | N                 | N       | N      | Toby Matthews                                                                   | Aflevering: "Big Trouble in Little Sanchez"          |
| 2016       | Wander Over Yonder                      | N         | N                 | N                 | N       | N      | Old Man, Soosy Du, verschillende rollen                                         | Aflevering: "The Cartoon"                            |
| 2018       | Star vs. the Forces of Evil             | N         | N                 | N                 | N       | N      | Ben Fotino                                                                      | Aflevering: "Booth Buddies"                          |
| 2018       | We Bare Bears                           | N         | N                 | N                 | N       | N      | Internet Troll                                                                  | Aflevering: "Charlie's Halloween Thing 2"            |
| 2019       | Big City Greens                         | N         | N                 | N                 | N       | N      | Wyatt                                                                           | Aflevering: "Park Pandemonium"                       |
| 2020-heden | The Owl House                           | N         | N                 | N                 | N       | N      | King, Hooty, verschillende rollen                                               | Ook creatief consultant                              |
| 2020       | Amphibia                                | N         | N                 | N                 | N       | N      | The Curator, Frog Soos                                                          | Aflevering: "Wax Museum"                             |
| 2021       | Kid Cosmic                              | N         | N                 | N                 | N       | N      |                                                                                 | 2 afleveringen                                       |
| 2021       | The Simpsons                            | N         | N                 | N                 | N       | N      | Bill Cipher                                                                     | Aflevering: "Bart's in Jail!"                        |
| 2021       | Inside Job                              | N         | N                 | N                 | N       | N      | Grassy Noel Atkinson, verschillende rollen                                      |                                                      |

### Computerspellen
| Jaar | Titel                                | Rol                  |
| ---- | ------------------------------------ | -------------------- |
| 2014 | Disney Infinity: Marvel Super Heroes | Verschillende rollen |
| 2015 | Disney Infinity 3.0                  | Verschillende rollen |

## Nominaties en prijzen
| Jaar | Prijs                                  | Categorie                              | Genomineerde  | Resultaat   |
| ---- | -------------------------------------- | -------------------------------------- | ------------- | ----------- |
| 2015 | 42nd Annie Awards                      | Beste animatieserie van het jaar       | Gravity Falls | Gewonnen    |
| 2015 | 20th British Academy Children's Awards | Beste internationale series            | Gravity Falls | Gewonnen    |
| 2016 | 43rd Annie Awards                      | Beste animatieserie van het jaar       | Gravity Falls | Genomineerd |
| 2016 | 43rd Annie Awards                      | Beste schrijver voor een animatieserie | Alex Hirsch   | Genomineerd |
| 2016 | 75th Annual Peabody Awards             | Jeugd programmering                    | Gravity Falls | Genomineerd |
| 2017 | 44th Annie Awards                      | Beste schrijver voor een animatieserie | Alex Hirsch   | Genomineerd |